# Frits Went
Friedrich August Ferdinand Christian Went ForMemRS  (18 juin 1863 - 24 juillet 1935) est un botaniste néerlandais.

## Biographie
Went est né à Amsterdam. Il est professeur de botanique et directeur du Jardin botanique de l'Université d'Utrecht. Son fils aîné est le botaniste néerlandais Frits Warmolt Went, qui en 1927, en tant qu'étudiant diplômé, travaille sur les hormones végétales, en particulier sur le rôle de l'auxine dans le phototropisme.
Il devient membre de l'Académie royale des arts et des sciences des Pays-Bas en 1898 .
Frits Went est décédé à l'âge de 72 ans à Wassenaar.